# アンダーワールド ブラッド・ウォーズ
『アンダーワールド ブラッド・ウォーズ』（原題：Underworld: Blood Wars）は、2016年制作のアメリカ合衆国の映画。『アンダーワールド』シリーズの第5作目。

## あらすじ
長老殺しの罪で追放されていたヴァンパイア（吸血鬼）処刑人セリーンは、ある日突如、ヴァンパイア族に呼び戻される。
ヴァンパイア族の宿敵である狼男のライカン族が新たなリーダー・マリウスの登場により猛攻を開始、ヴァンパイア族が劣勢に立たされたため、兵士の養成役として彼女が選ばれたのだ。
セリーンは行方不明になっている娘のイヴをライカン族から守るため、再び戦うことを決意する。

## キャスト
※括弧内は日本語吹替
- セリーン（英語版） - ケイト・ベッキンセイル（田中敦子）
- デヴィッド - テオ・ジェームズ（早志勇紀）
- セミラ - ララ・パルヴァー（よのひかり）
- マリウス - トビアス・メンジーズ（咲野俊介）
- カシウス - ジェームズ・フォークナー（有本欽隆）
- トーマス - チャールズ・ダンス（仲野裕）
- ヴァルガ - ブラッドリー・ジェームズ（水越健）
- レーナ - クレメンタイン・ニコルソン（Lynn）
- ビダル - ピーター・アンダーソン（野川雅史）
- アレクシア - デイジー・ヘッド